# 黒江真一郎
黒江 真一郎（くろえ しんいちろう、1959年3月30日 - ）は、日本の技術者、実業家。元株式会社アドバンテスト代表取締役兼執行役員社長CEO。

## 人物・経歴
鹿児島県出身。1981年法政大学工学部卒業、タケダ理研工業入社。技術畑を歩んだ。2005年アドバンテスト執行役員。2009年アドバンテスト取締役兼常務執行役員。2013年アドバンテスト取締役兼執行役員副社長。2014年からアドバンテスト代表取締役兼執行役員社長CEOを務め、モノのインターネット化を背景とした半導体需要の高まりを背景に、業績を拡大させた。2017年アドバンテスト取締役。2019年にアドバンテスト退社。